# Сингх, Фауджа
Фауджа Сингх (англ. Fauja Singh; 1 апреля 1911, Пенджаб, Британская Индия — 14 июля 2025, Джаландхар, Пенджаб) — марафонец и долгожитель, претендент на сверхдолголетие индийского происхождения, возраст которого в настоящее время не подтверждён Исследовательской группой геронтологии (GRG). Он являлся обладателем мировых рекордов в возрастной группе М 90 (90 лет и старше) и M 100 (100 лет и старше) — 5:40.01 и 8:25.17 соответственно. Помимо марафонов, Сингх также являлся быстрейшим бегуном для своей возрастной категории M 100 практически на всех коротких дистанциях. Предположительно являлся одним из старейших живших мужчин в мире. Если его возраст верен, то он составлял 114 лет 104 дня.

## Биография
Родился в селении Беас-Пинд, что в Пенджабе, в округе Джаландхар. Бо́льшую часть жизни был земледельцем. С середины 1990-х годов проживал в лондонском районе Илфорд.

## Участия в марафонах, рекорды
Фауджа Сингх впервые принял участие в Лондонском марафоне в 2000 году и после этого многократно участвовал в аналогичных мероприятиях. В 2003 году в Торонто им был установлен мировой рекорд на марафонской дистанции в его возрастной категории — 5 часов 40 минут. Его время — 8:11:06, но с учётом того, что 16 минут занял проход толпой бегунов стартового створа, его официальное время — 8:25:17.
30 сентября 2012 года участвовал в забеге на 5 км в рамках Surrey International World Music Marathon (Британская Колумбия, Канада). 14 октября принял участие в пятикилометровом пробеге в рамках Toronto Waterfront Marathon.
В январе 2016 в возрасте 104 лет Сингх принял участие в мумбайском марафоне.
С апреля 2023 года Фауджа больше не бегал сам, но продолжал болеть за бегунов на марафонах.

## Гибель
14 июля 2025 года около 15:30 по местному времени его сбил неустановленный автомобиль, когда он переходил дорогу через национальную трассу в родной деревне Беас-Пинд недалеко от своего дома. Владелец машины скрылся с места происшествия. Фауджа Сингх был доставлен в больницу, где и скончался от полученных травм. Он стал первым известным долгожителем, погибшим не самопроизвольно.